# Mungosi
Mungosi (Herpestidae) su porodica iz skupine mačkolikih životinja. Oni se dijele na dvije potporodice koje se mogu dobro međusobno razlikovati. Jedna su Madagaskarski Euplerinae a druga Pravi (afroazijski) mungosi. Prva skupina je endemična za Madagaskar a druga je raširena najviše u Africi i Južnoj Aziji.
Pretpostavlja se da postoji bliska srodnost između cibetki i mungosa.
Na otoke južnog Jadrana naseljen je početkom 20. stoljeća indijski mali mungos.
Jedna od bolje proučenih vrsta iz ove porodice su merkati (Suricata suricatta). Postojbina im je u Južnoj Africi, u polupustinjskim predjelima. Domoroci ih nazivaju "čovječuljcima". Žive u podzemnim staništima, u većim skupinama. 
Imaju vrlo dobro organiziran "socijalni život". Kako se hrane pretežno kukcima, a često i raznim vrstama crvića koje iskapaju iz zemlje, u potrazi za hranom provode velik dio vremena s njuškicama priljubljenim uz zemlju, izloženi su svojim najopasnijim neprijateljima, grabežljivcima iz zraka. Stoga je neprekidno jedan merkat "na straži". Sjedi na vrhu obližnjeg polusuhog grma, ili stabla, promatrajući nebo nad prostorom gdje članovi obitelji traže hranu. Ako se na obzoru pojavi krilati neprijatelj, on diže uzbunu i svi istog trena kreću prema najbližem zaklonu. Pri tome je važno spomenuti, da žive u vrlo toplom podneblju, i da životinji na straži nije lako sjediti potpuno izložen suncu. Stoga se na mjestu stražara redovno smjenjuju.
Isto tako, ako se u blizini pojavi zmija, na javljanje prvog koji ju opazi, okuplja se cijela grupa i udruženim snagama, napadajući ju sa svih strana, obično ju, bez obzira na veličinu, uspijevaju otjerati. Nisu imuni na zmijski otrov, ali su vrlo otporni na njega, i u slučaju ugriza, obično prežive, osim ako je riječ o vrlo mladoj životinji.
Dok su mladunci još vrlo mladi i sišu pa ne idu s odraslima kad se družina raziđe u potragu za hranom, jedna ili dvije životinje uvijek ostaju s mladuncima u blizini podzemnog staništa vodeći brigu o njima. Kako i te životinje moraju jesti, i na poslu "dadilje" životinje se redovno smjenjuju. Majke koje doje nisu među dadiljama, odnosno rijetko, i to samo u vrijeme kad treba nahraniti mladunce.  

## Obitelj
Mungosi se kote po dvoje ili troje, dva do tri puta godišnje.
Mungos majka je dobra i brižljiva. Obično je mirna i snošljiva, ali kad ima mlade postaje agresivna.
Mladi se brzo osposobe da slijede roditelje u njihovim pohodima. Na lovnom području obitelj se kreće u koloni, jedno za drugim; mužjak ide na čelu, za njim ženka, pa mladi. Kolona sliči kakvoj dugačkoj zmiji jer svaki član obitelji ide njuškom zaljepljenom za rep o onome koji stupa pred njim.
Kad ustanove prisutnost zmije, roditelji se odvajaju od mladih i polaze u napad. Nakon što ubiju zmiju, daju njezino meso mladima kako bi oni upoznali svog smrtnog neprijatelja.
Sa sedam do osam mjeseci starosti, mladi mungosi postaju posve neovisni.
Mungosi žive najdulje do 25 godina.

## Mungosi u Hrvatskoj
S namjerom da s otoka Mljeta uklone zmije otrovnice koje su postale stalna opasnost za ljudsko zdravlje, tadašnje austro-ugarsko Ministarstvo poljodjelstva u Beču, unijelo je 25. kolovoza 1910., 11 primjeraka mungosa na otok Mljet.

## Vanjske poveznice
|  | Zajednički poslužitelj ima još gradiva o temi Mungosi |
|  | Wikivrste imaju podatke o taksonu Mungosi             |